# 로사리오 나달

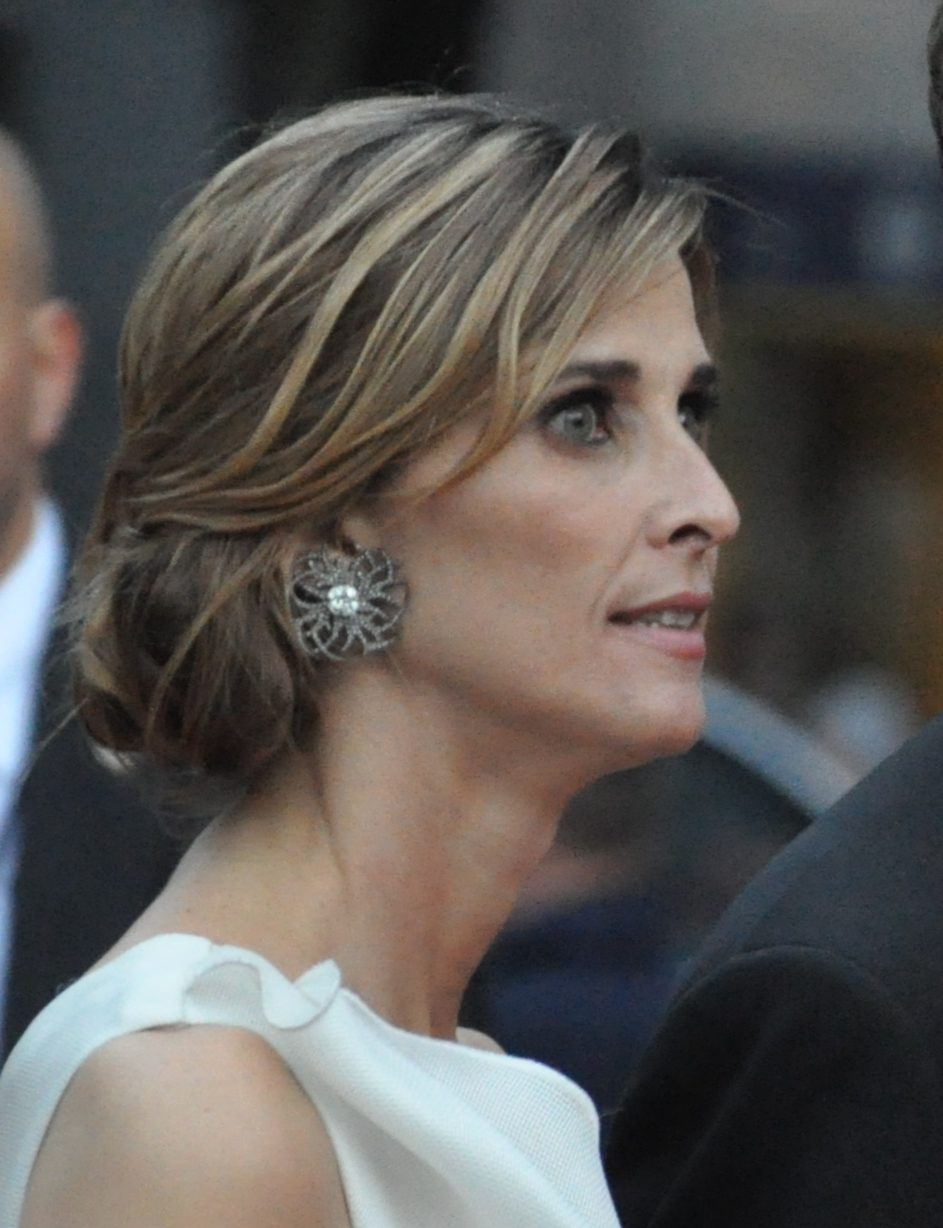
로사리오 나달

마리아 델 로사리오 나달 이 푸스터 데 푸이그도필라(María del Rosario Nadal y Fuster de Puigdórfila, 1968년 10월 22일 ~ )는 프레슬라프 공비로도 알려져 있으며, 스페인의 컨설턴트이자 미술 감독, 전직 모델이다. 발렌티노의 전 뮤즈였던 그녀는 개인 미술품 수집가들의 독립 고문으로 일하고 있으며 콜레치온 주멕스의 부감독으로 활동하고 있다. 그녀는 2009년에 별거한 프레슬라프 공 키릴의 별거 중인 아내로서 불가리아 왕실의 고위 구성원이다.